# Scindapsus maclurei
Scindapsus maclurei är en kallaväxtart som först beskrevs av Elmer Drew Merrill, och fick sitt nu gällande namn av Elmer Drew Merrill och Franklin Post Metcalf. Scindapsus maclurei ingår i släktet Scindapsus och familjen kallaväxter. Inga underarter finns listade.